# Lijst van handelsnamen van DSB Bank
Dit is een bijna complete lijst van (voormalige) handelsnamen van DSB Bank:
- Administratiekantoor De Perelaer
- Algemene Geldservice
- Allokrediet.be
- Alstromohria Beheer
- Amstel Financieringen
- Anglo Dutch Hartley Cooper
- Anglo Dutch Holdings
- Anro Services
- Asscom Financieringen
- Assurantiecentrale
- Assurantiekantoor D.A. van Ommeren
- Autokredietservice Noord Nederland
- Avero Financieringen
- AZ Vastgoed
- B & B Spaarsystemen (tot 01/01/08)
- BAP Conseilles
- Becam
- Bedrijfsfietsen Nederland (tot 01/01/08)
- Beleggings Krediet Centrale
- Beleggingskredietcentrale
- Bevago
- BKC
- B.L.F. Becker-Lamm-Financieringen
- Bovo
- Brofinca
- Broforma Beheer
- Bureau Noël
- Buro Frisia
- Limburgse Algemene Activiteiten (LAA)
- C.A.B. Nederland
- Cash Bruxelles
- Cash Hasselt
- Cash Tournai
- Centraal Administratiekantoor Nederland
- Credit Cash
- Creditel
- Crediteldirect
- Crefinass
- De Geldlijn
- D.K. Financieringen & Verzekeringen

- De Lage Hoek
- De Internetbankier
- De Spaar- & Kredietcentrale
- De Wijzend
- Defier Financieringen
- DFN
- Diemer Krediet
- Dirk Scheringa
- DS Groep
- DSB Bank N.V. Niederlassung Deutschland
- DSB Beheer
- DSB Financiële Diensten
- DSB International
- DSB Vastgoed
- Elda Financieringen
- Emprunter.be
- Enra Verzekeringen (tot 01/01/08)
- Eye-Dentity Communications
- FCH
- Financiële Cliënten Service
- Financieringskantoor Moonen
- Free to Buy
- Frisia Financieringen
- Go! Card
- Grijpskerk Driesum beheer
- Helepolis (tot 01/01/08)
- Het Media Advies
- Hendriks & Partner
- Hollands Voordeelkrediet
- Hollands Welvaren Select
- Infad
- Incassobureau Inspectrum
- KFO
- Kredietgroep Nederland
- L.B.A. (Landelijke Bemiddeling Ambtenaren)
- L.R.W. van Eden
- LBA Financieel Advies
- Lenen.nl
- Lenen.be
- Limageon Beheer

- Mafinass
- Moncredit.be
- Mohr en van der Zee
- Moonarda Begeer
- Moonen Financieringen
- Museum Frisia Financieringen
- Nationale Geldservice
- Nationaal Kredietburo
- Nationale Krediet Bemiddeling
- NIVO
- NKB
- N.O.K.A. Nationaal Onafhankelijk Krediet Advies
- Postbeleggen
- Posthypotheken
- Postkrediet
- Postpensioen
- Postsparen
- Postverzekeren
- Reclame Adviespunt
- Rijswijksverzekeringskantoor
- Roona Financieringen
- RV Finance
- RVK
- S-Krediet
- Scheringa en de Vries
- Silver Finance nv (België)
- Spaar- en kredietcentrale
- Spaareffect
- Spaarkrediet
- Sparen Verzekeren Lenen
- Symphosticar Beheer
- Telefoonkrediet
- The Anglo Dutch Assurance Society
- Theo Vonk Topsport Management
- T & T Holding
- TKS Telefonische Kredietservice
- Topkrediet
- Van Ommeren
- Vezeno Financieringen
- Voorschotbank

## Vestigingen in Nederland
- Wognum (hoofdkantoor)
- DSB Bank Nieuwegein
- DSB Bank Enschede
- DSB Bank Eefde
- DSB Bank Echt
- DSB Bank Nijmegen
- DSB Bank Arnhem
- DSB Bank Amstelveen
- Emmeloord (Consumptief kantoor)
- Emmen (Leencentrum Nederland)
- Rotterdam (Lenen.nl)
- IJsselstein (Krediet Groep Nederland)
- Eindhoven (Leenwereld)
- Heerhugowaard (Nifa Financieringen / Keurkrediet)
- Vlissingen (DGA)
- Hoorn (DSB Print)